# Ларрі Майрікс
Лоуренс Еллвайн «Ларрі» Майрікс (англ. Lawrence Ellwyne "Larry" Myricks, нар. 10 березня 1956) — американський легкоатлет, який спеціалізувався на стрибках у довжину.

## Спортивні досягнення
Бронзовий олімпійський призер зі стрибків у довжину (1988). Фіналіст (4-е місце) олімпійських змагань зі стрибків у довжину (1984). Учасник олімпійських змагань зі стрибків у довжину (1976) — подолав кваліфікаційний раунд, проте не зміг взяти участь у фінальних змаганнях через травму.
Дворазовий бронзовий призер чемпіонатів світу зі стрибків у довжину (1987, 1991).
Дворазовий чемпіон світу в приміщенні зі стрибків у довжину (1987, 1989).
Дворазовий переможець змагань зі стрибків у довжину на Кубках світу (1979, 1989).
Срібний призер Панамериканських ігор зі стрибків у довжину (1987).
Чемпіон США зі стрибків у довжину (1979, 1980, 1989). Чемпіон США з бігу на 200 метрів (1988). Чемпіон США в приміщенні зі стрибків у довжину (1976, 1979, 1980, 1981, 1988, 1989, 1990).

## Визнання
- Член Зали слави легкої атлетики США (2001)